# George Cabot Lodge
George Cabot Lodge (Boston, 10 ottobre 1873 – Tuckernuck Island, 21 agosto 1909) è stato un poeta statunitense.

## Biografia

### Gioventù
Lodge nacque a Boston il 10 ottobre 1873 e crebbe in famiglia a Nahant, nel Massachusetts.  Appartenente a una delle famiglie più in vista di Boston, era figlio di Anna Cabot Mills "Nannie" (nata Davis) Lodge (1851–1915) e di Henry Cabot Lodge un politico del partito repubblicano che diventerà poi rappresentante del Massachusetts nel Senato degli Stati Uniti.  Suoi fratelli e sorelle furono Constance Davis Lodge (moglie di Augustus Peabody Gardner e, dopo la sua morte, Clarence Charles Williams) e il curatore di arte John Ellerton Lodge.
I nonni materni erano il retroammiraglio Charles Henry Davis e Harriette Blake (nata Mills) Davis (una figlia del Senatore Elijah Hunt Mills). 
I nonni paterni erano John Ellerton Lodge e Anna (nata Cabot) Lodge, una nipote del Senatore George Cabot, omonimo di Bay e trisnonno.
Lodge iniziò gli studi presso il College di Harvard, e li continuò in Francia, all'Università di Parigi, e a Berlino nella metà degli anni '20. Ad Harvard, fu membro dell'Harvard Polo Club.

### Carriera
In 1897, Lodge iniziò a lavorare come segretario del padre e del comitato del Senato americano a Washington. Successivamente prestò servizio nella guerra ispano-americana come cadetto della Marina.
Lodge era un intimo amico di Theodore Roosevelt, che scrisse un'appassionata introduzione alla raccolta postuma Poems and Dramas of George Cabot Lodge. Egli era ben noto per i suoi delicati sonetti, come the Song of the Wave, Essex e Trumbull Stickney (Stickney era un suo amico e ammiratore), molti dei quali entrarono a far parte delle antologie. Il suo stile e atteggiamento erano profondamente condizionati dal pessimismo di  Schopenhauer e di Giacomo Leopardi, come le influenze francesi tra cui Baudelaire e  Leconte de Lisle.
Dopo la morte di Lodge, egli raccolse poemi e drammi, in due volumi, che pubblicò nel 1911 presso la Houghton Mifflin Company.

## Vita privata

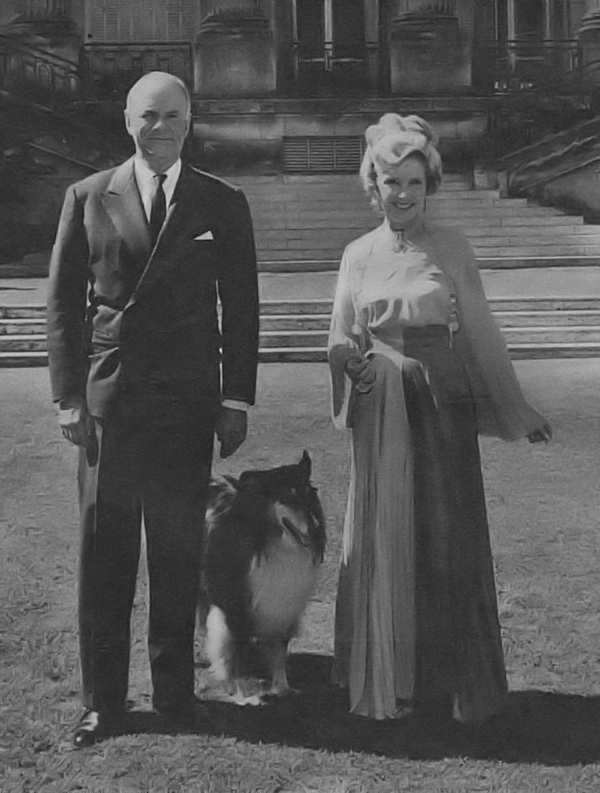
Francesca Bragiotti e John Davis Lodge nel 1971

Il 19 agosto 1900, egli sposò Mathilda Elizabeth Frelinghuysen Davis (1876–1960) presso la Chiesa dell'Avvento a Boston. Ella era la figlia del giudice John J. Davis e di Sarah Helen (nata Frelinghuysen). Dopo la morte del padre nel 1902, la madre si risposò con il brigadiere generale Charles L. McCawley. Il nonno materno era il Segretario di Stato Frederick Theodore Frelinghuysen e il bisnonno era il governatore del Massachusetts, John Davis. Insieme Mathilda e George erano i nonni di tre bambini, compresi due figli che divennero entrambi eminenti uomini politici:
- Henry Cabot Lodge Jr. (1902–1985),[9] che divenne Senatore dal Massachusetts e che fu compagno di elezioni di Richard Nixon nelle elezioni presidenziali del 1960.[10]
- John Davis Lodge (1903–1985),[11] un attore che divenne governatore del Connecticut.[12] Egli sposò l'attrice italiana Francesca Braggiotti.[13]
- Helena Constance Lodge (1905–1998),[14] che sposò il diplomatico Edouard de Streel (1896–1981) di Bruxelles (con il Principe di Ligne come testimone), nel 1929.[15][16]

Egli trascorse venti anni come scudiero di Elisabetta di Baviera e fu successivamente creato Barone de Streel, con Helena che divenne Baronessa de Streel.
Lodge morì, a 35 anni di età, di un attacco di cuore mentre era in vacanza a Tuckernuck Island, vicino a Nantucket, il 21 agosto 1909.  La sua salma fu inumata nel Mount Auburn Cemetery a Cambridge, nel Massachusetts. La sua vedova morì nel 1960.

### Discendenza
Attraverso il suo figlio più anziano Henry, egli fu (postumo) il nonno di due nipoti, George Cabot Lodge II (professore alla Harvard Business School, che fu in competizione, senza successo, contro Ted Kennedy nelle elezioni per il Senato) ed Henry S. Lodge. Attraverso il suo secondo figlio John, divenne nonno (postumo) di due nipoti, Lily Lodge di Manhattan (co-fondatrice dell'Actors Conservatory), e di Beatrice Anna Cabot Lodge (moglie di Antonio de Oyarzabal, che successivamente divenne Ambasciatore degli Stati Uniti in Spagna).
Attraverso la figlia Helena, Baronessa de Streel, fu (postumo) il nonno di tre nipoti:
- Jacqueline de Streel, che sposò un banchiere belga
- Quentin de Streel († 1998),[23]
- Elisabeth (nata de Streel) de Wasseige.[24]

### Eredità
Il suo amico e confidente Henry Adams ne scrisse una biografia: The Life of George Cabot Lodge (1911).